# Horst Schneider (Organist)
Horst Schneider (* 11. April 1894 in Bautzen; † 21. Juli 1984 in Darmstadt) war ein deutscher Organist, Dirigent und Orgelsachverständiger.

## Leben und Werk
Horst Schneider studierte zunächst bei dem Bautzener Domorganisten Otto Karl Heil und wurde dann am Konservatorium in Leipzig bei Karl Straube ausgebildet. Beide Lehrer galten als ausgewiesene Kenner der Werke Max Regers. Der junge Organist Horst Schneider entwickelte dadurch eine tiefe Vertrautheit mit dem Werk Regers. 1924 wurde er als Nachfolger von Otto Karl Heil Domorganist und Kirchenmusikdirektor am Petridom in Bautzen. In den folgenden Jahrzehnten engagierte er sich dort besonders für Regers Musik.
Anlässlich der zehnten Wiederkehr des Todestages von Max Reger 1926 veranstaltete Horst Schneider am Wochenende des Totensonntags, 20. und 21. November, ein Max-Reger-Fest in Bautzen. Als Mitwirkende konnte er die Sopranistin Else Pfeiffer-Siegel (Leipzig), die Altistin Clara Pachaly (Bautzen), den Berliner Geiger Hans Bassermann sowie die Bautzener Instrumentalisten Hugo Bender (Violine) und Paul Welzel (Oboe) gewinnen. Den Höhepunkt dieses Reger-Festes bildeten A-cappella-Chöre aus op. 138, Werke für Solostimmen und Orgel, Chor und Orgel und die Choralkantate O Haupt voll Blut und Wunden. Horst Schneider erwies sich nicht nur bei diesem Fest als ein Kirchenmusiker, der seine Interpretationskunst in besonderer Weise mit dem geistlichen Anliegen zu verbinden wusste.
Seit 1933 wirkte Horst Schneider auch als Orgelsachverständiger. Er erwarb sich große Verdienste um das Musikleben von Bautzen und gab dort regelmäßig geistliche Abendmusiken.